# Puchuncaví
Puchuncaví – miasto w Chile, w regionie Valparaíso, w prowincji Valparaíso.